# Der redende Esel

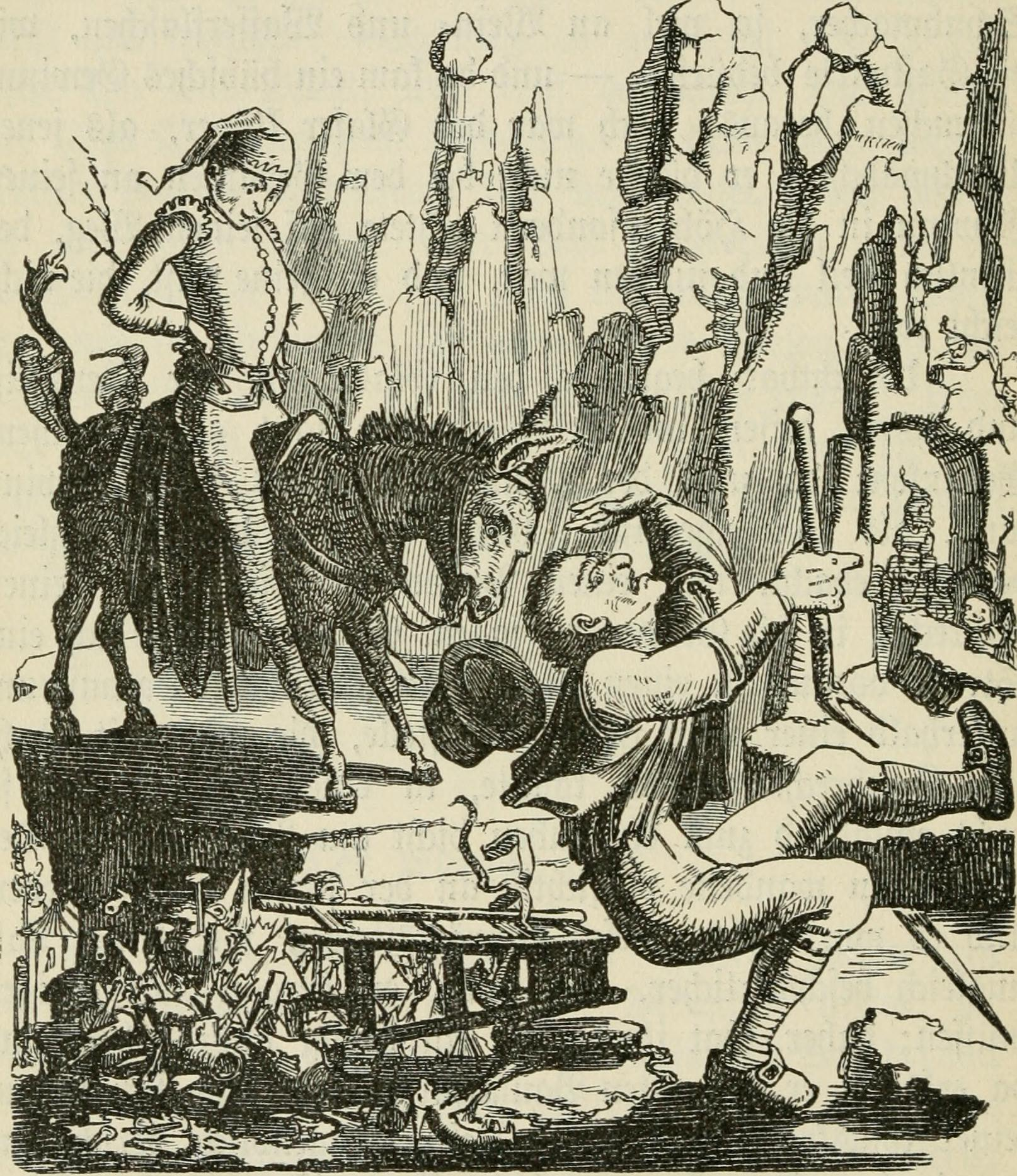
Illustration, 1890

Der redende Esel ist ein Märchen. Es steht in Ludwig Bechsteins Neues deutsches Märchenbuch an Stelle 30.

## Inhalt
Ein Berggeist neckt einen Glashändler, der zu viel Gewinn machen will, indem er sich in einen Baumstumpf zum Ausruhen verwandelt und dann verschwindet, alles Glas im Rucksack zerbricht. Dann erscheint er als Gesell mit Esel. Er entschädigt ihn, indem er einem habgierigen Müller den Esel verkauft. Im Stall des Müllers beginnt der Esel wie ein Teufel zu reden und ist dann verschwunden. Der Müller ist bestürzt, und der Glashändler freut sich.

## Herkunft
Bechstein nennt dies ein Rübezahlmärchen, das er erweitert und den Ortsbezug weggelassen habe. Seine Quellenangabe konnte nicht verifiziert werden, Bechstein könnte Johannes Praetorius’ Daemonologia Rubinzalii Silesii (1662) meinen, oder eine Neubearbeitung, etwa Johann Gustav Gottlieb Büschings Volks-Sagen, Märchen und Legenden (1812). Auch die vierte von Musäus’ Legenden von Rübezahl erzählt die Episode vom zerbrochenen Glas ganz ähnlich. Der Glashändler berechnet seinen Gewinn „wie jenes Milchmädchen in der Fabel“, gemeint ist Fontaines La Laitière et le Pot au lait. Der Esel sagt „juder Müller … ich esse kein Hahaheu! Ich esse nur Gebibobackenes und Gebribrobratenes!“, vgl. Grimms KHM 110 bzw. 36.